# بژوسکی-تاتاره
بژوسکی-تاتاره (به لهستانی:  Brzóski-Tatary) یک روستا در لهستان است که در گمینا وسوکیه مازوویتسکیه واقع شده‌است.